# Leopold Pollak

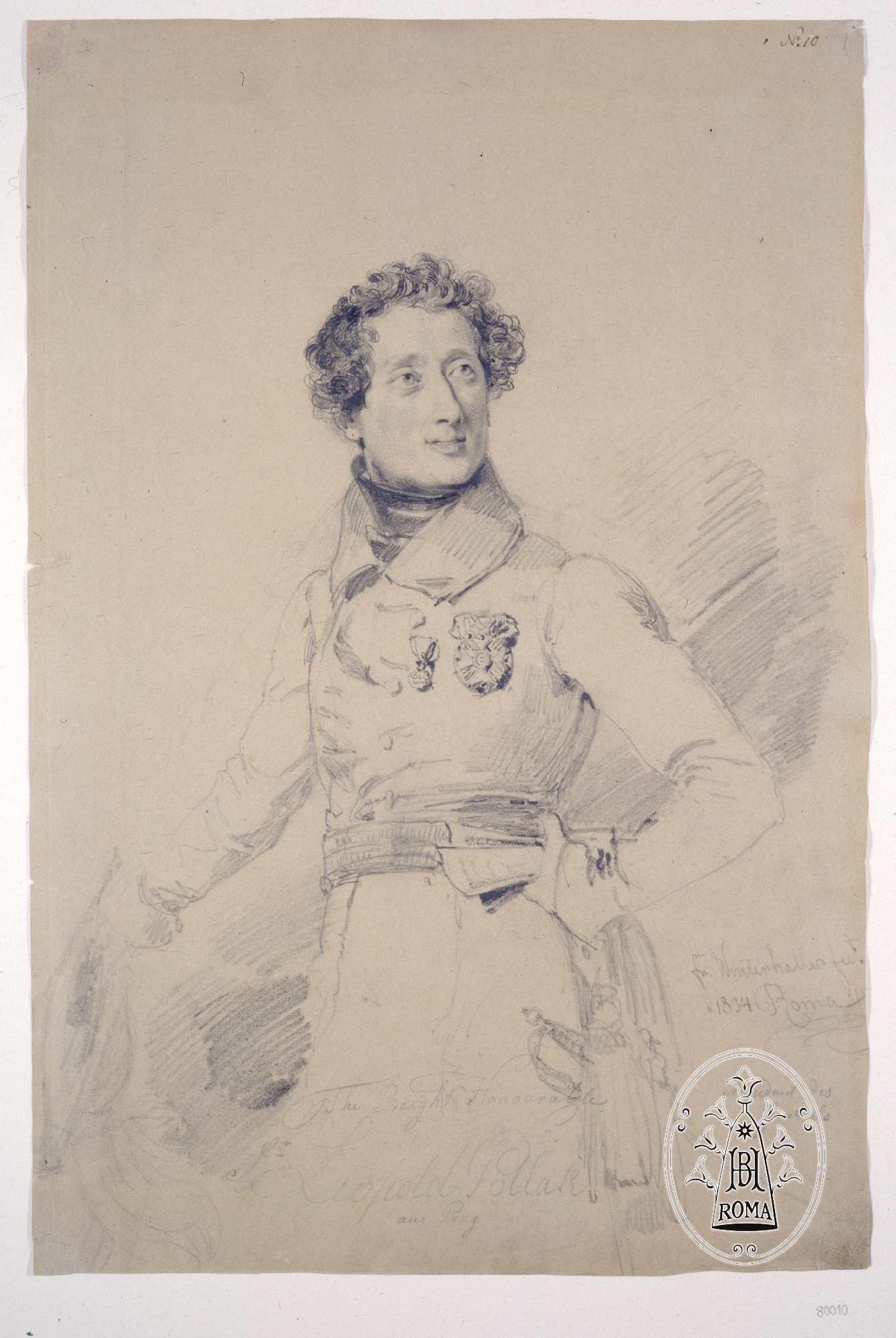
Porträt Leopold Pollack, gezeichnet von Franz Xaver Winterhalter, Rom 1834

Leopold Pollak, auch Pollack (* 8. November 1806 in Lodenitz in Böhmen; † 16. Oktober 1880 in Rom) war ein österreichischer Genre- und Porträtmaler.

## Leben

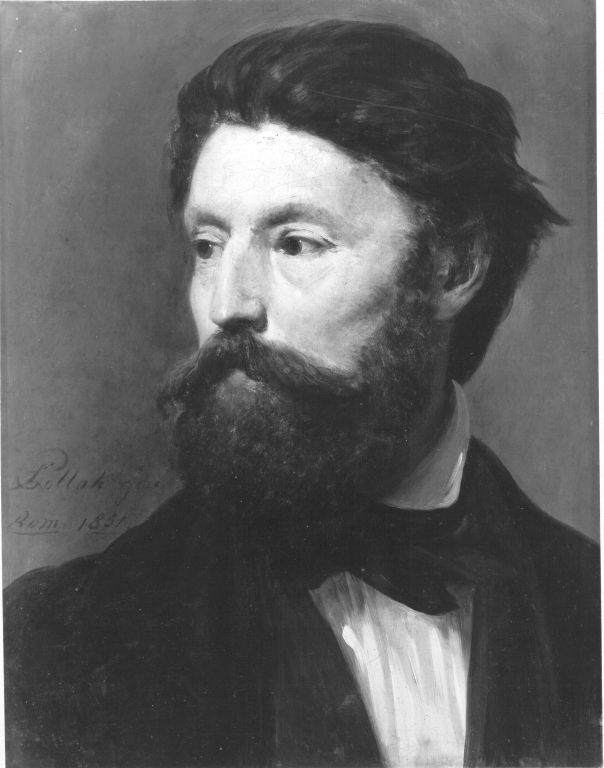
Der Maler August Riedel

Pollak entstammte einer jüdischen Kaufmannsfamilie. Er wurde von seinen Eltern zum Studium der Malerei an die Akademie der bildenden Künste nach Prag geschickt, wo er  von Joseph Bergler unterrichtet wurde. Danach war er an der Akademie der bildenden Künste Wien bei Johann Peter Krafft und Anton Petter sowie seit 1831 an der Akademie der Bildenden Künste München. Pollak verlegte seinen Lebensmittelpunkt 1832 oder 1833 nach Rom. Er hatte nachweislich 1855 bis 1860 ein Studio in der ersten Etage in der Via Margutta Nr. 33, einer kleinen Gasse, in der viele Künstler untergebracht waren. In seiner Malweise wurde er von August Riedel beeinflusst, den Pollak 1851 in Rom porträtierte. Im Album des Deutschen Künstlervereins in Rom befinden sich etliche Porträtzeichnungen von Pollaks Hand. Ein Porträt, das er 1869 von Wilhelm Leibl anfertigte, wurde 1945 in Luzern über die Galerie Fischer versteigert.
Sein Sohn August Pollak (* 1838) war ebenfalls Genre- und Bildnismaler.